# Lajoš Jakovetić
Lajoš Jakovetić Lajčo (Subotica, 15. studenog 1922. – Subotica, 27. siječnja 2003.), bivši jugoslavenski nogometni reprezentativac. 
Sezone 1946./47. je uz Stipana Kopilovića i Janka Zvekanovića odigrao sve prvenstvene utakmice za Spartak kad je osvojio 6. mjesto u 1. ligi. Prvi je igrač iz Subotice koji je nakon Drugog svjetskog rata zaigrao za A-reprezentaciju. Polovinom 1950-ih bavi se trenerskim poslom. Najveći uspjeh bio je ulazak u finale Kupa Jugoslavije 1961./62., gdje su izgubili od OFK Beograda. Poslije karijere u nogometu radio je kao trgovac. 
Pokopan na Senćanskom groblju u Subotici. 

## Klupski uspjesi
FK Partizan Beograd
- Prvenstvo Jugoslavije u nogometu (1): 1948./49.